# Zhao Chaojun
Zhao Chaojun (en chino: 趙朝均; 15 de enero de 1988) es un deportista chino que compitió en halterofilia. Ganó una medalla de plata en el Campeonato Mundial de Halterofilia de 2011, en la categoría de 56 kg.

## Palmarés internacional
| Campeonato Mundial | Campeonato Mundial | Campeonato Mundial | Campeonato Mundial |
| Año                | Lugar              | Medalla            | Categoría          |
| ------------------ | ------------------ | ------------------ | ------------------ |
| 2011               | París (Francia)    | Medalla de plata   | 56 kg              |